# Пермская епархия
Пермская епархия — епархия Русской Церкви, объединяющая приходы и монастыри в южной части Пермского края. Входит в состав Пермской митрополии.
Кафедральный город — Пермь. Архиерей — митрополит Мефодий (Немцов).

## История
Пермские земли с начала христианизации входили в состав Новгородской и Ростовской епархий. Набиравшие политическую силу Московские князья стремились ослабить обширную новгородскую республику, поэтому перевели все пермские земли в состав более подвластной им Ростовской епархии. С распространением христианской проповеди благодаря трудам святого Стефана Пермского в 1383 году из Ростовской епархии была выделена особая Пермская епархия с кафедрой в Усть-Выми, в ведении которой находился весь северо-восток русских земель, а также христиане Урала и Сибири. В условиях труднодоступности и отдалённости от великого Московского князя, пермские архиереи часто занимались не только церковным служением, но и участвовали в государственном управлении на подопечных территориях.
На Руси «Пермью» традиционно назывались земли по Вычегде (юго-запад современной Республики Коми и юго-восток Архангельской области), а соседние земли на Верхней Каме, вошедшие в XIV веке в сферу влияния русских первопроходцев, стали именоваться Пермью Великой с административным центром в Чердыни. Территория изначальной Перми Великой охватывала лишь север современного Пермского края.
Для полнейшего искоренения прежней новгородской вольницы, в 1492 году по повелению самодержавного Великого Московского князя Иоанна III к Пермской епархии была присоединена Вологда с обширными бывшими новгородскими землями. Но уже в 1589 году Вологда стала кафедральным центром Пермской епархии, чьи архиереи стали именоваться «Волого́дскими и Великопе́рмскими».

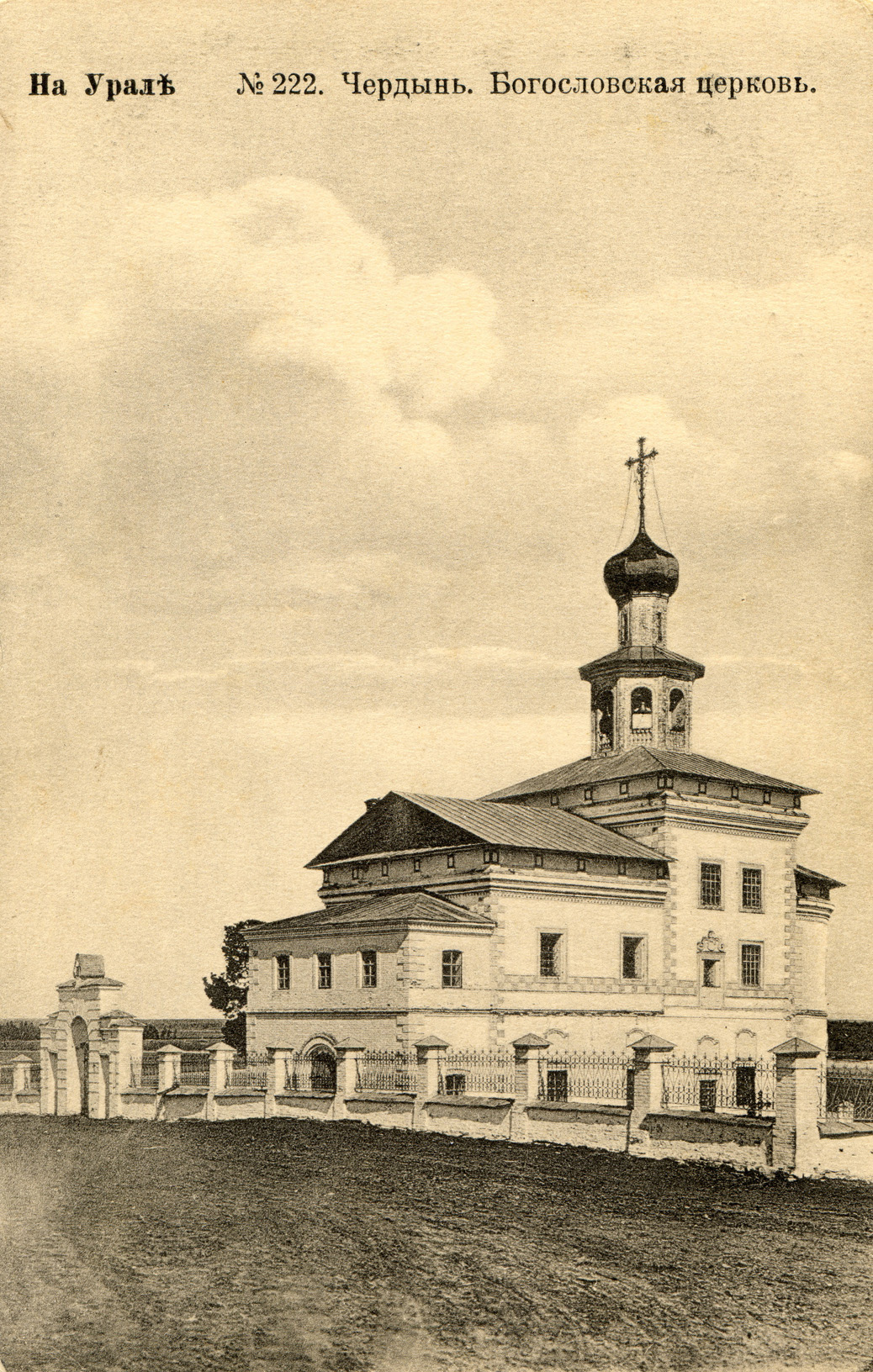
Чердынский Богословский монастырь

В составе епархии в XVI—XVII веках особым статусом обладал Чердынский Богословский монастырь. Эта обитель получила в 1580 году жалованную грамоту от Ивана Грозного, которая давала ему большую самостоятельность в хозяйственных и духовных делах, причем эту грамоту подтверждали вновь вступающие на престол русские цари в 1586, 1600, 1608, 1615 и 1624 годах. Также Пыскорский монастырь и ещё несколько церквей Прикамья имели ставропигиальное управление и подчинялись непосредственно московским митрополитам, а впоследствии — патриархам всероссийским.
В уставной грамоте 1553 года по челобитной «пермичей» царь Иван IV Грозный разрешил жителям Перми Великой запрещенные местной церковью кануны (братчины) «обетные и родительские держать по старине» при условии извещения пермского наместника и уплаты ему пошлины с меда и пива. Также уставная грамота 1553 года разрешила пермским посадским людям без уведомления наместника ежегодно три специально указанные недели «питья варити и пити». 4 апреля 1558 года царь Иван Грозный пожаловал помещикам Строгановым огромные владения по реке Каме (3,5 млн десятин «пустынных земель» по обе стороны Камы от устья Лысьвы до реки Чусовой), а 16 августа 1566 года земли Строгановых были взяты в опричнину, то есть в специальный удел Ивана Грозного — в 1565—1572 гг. как особая территория, с войском и с государственным аппаратом, доходы от которого поступали в гос.казну.
5 (15) декабря 1657 года Соборным определением и повелением Патриарха Никона была учреждена Вятская епархия, начавшая свою деятельность в 1658 году с приездом в кафедральный город Хлынов первого епископа Александра, которому был дан титул «Вя́тского и Великопе́рмского». Большой Московский собор 1666—1667 годов принял решение учредить отдельную Пермскую епархию, однако во второй половине XVII века в пермских землях образовалась только Великоустюжская и Усть-Вымская епархия, фактически вновь учреждённая в марте 1682 года выделением из Вологодской епархии.

Губернии в 1708 году

В 18 (29) декабря 1708 году царь Пётр I разделил всю территорию России на 8 крупных губерний. Административные границы русских епархий стали подгоняться соответственно гражданским подразделениям. Поэтому многие населённые пункты с православными храмами и приходами нынешней Пермской епархии часто включались в состав соседних епархий.
18 (29) ноября 1780 года императрица всероссийская Екатерина II, носившая титул «княгини Пермской», подписала именной указ о создании на основе Егошихинского завода губернского города, «наименова́в о́ный „Пермь“», в качестве центра создаваемого Пермского наместничества, а указом императора Павла I от 12 (23) декабря 1796 года «О новом разделении государства на губернии» Пермское наместничество было преобразовано в Пермскую губернию с центром в городе Пермь.
16 (27) октября 1799 года согласно Указу российского императора Павла I «О приведении епархиальных границ сообразно границам губерний и об учреждении новых епархий» была образована Пермская епархия «для укрепления церковного влияния». Её территория была выделена из состава Вятской и Тобольской епархий. Новому «господину преосвященнейшему владыке» повелено называться епископом «Пе́рмским и Екатеринбу́ргским». Согласно Указу, епископом на новую кафедру был назначен Арсений (Москвин), епископ Воронежский и Черкасский, который так и не прибыл в Пермь, поскольку 26 ноября (7 декабря) 1799 года был вновь назначен епископом Воронежским и Черкасским. На Пермскую кафедру взошёл первый архиерей — епископ Иоанн (Островский).
Практически сразу же после учреждения архиерейской кафедры в Перми основывается Пермская духовная семинария 11 (23) ноября 1800 года, а при ней — трёхклассное Пермское духовное училище в 1818 году.
В начале XX века на территории Пермской епархии образовано несколько новых викарных епархий. Во время притеснений Церкви советской властью и ухода некоторых священнослужителей в обновленчество, Пермская епархия в 30-х и 60-х годах либо временно управлялась из Свердловска, либо наоборот Пермским архиереям подчинялись приходы соседних Екатеринбургской и даже Курганской (Шадринское викариатство) епархий.
19 марта 2014 года из состава Пермской епархии были выделены: Соликамская епархия епархия, Кудымкарская епархия епархия. Решением Синода в пределах Пермского края образована Пермская митрополия.

## Пермские архиереи
«Пермские» с кафедрой в Усть-Выми
- 1383 — 26 апреля 1396 — Святой равноапостольный Стефан I
- 8 сентября 1397 — 22 марта 1416 — Исаакий
- после 1416 — 24 апреля 1441 — Святитель Герасим

«Пермские и Великопермские» с кафедрой в Усть-Выми
- 1447 — 19 августа 1456 — Святитель Питирим
- 1456 — 6 июня 1470 — Святитель Иона
- 1471 — Амфилохий
- 8 ноября 1471 — 1492 — Филофей

«Великопермские и Вологодские» с кафедрой в Усть-Выми
- 1492 — 24 апреля 1501[11] — Филофей
- 5 мая 1502 — 1508 — Никон
- 1508—1514 — Стефан II
- 1514—1520 — Протасий
- 16 февраля 1520 — 1524 — Пимен (Ходыкин)
- 9 апреля 1525 — 1543 — Алексий
- 1543—1547 — Афанасий
- 30 января 1547 — 1558 — Киприан
- 1558—1570 — Иоасаф I
- 1568—1574 — Макарий
- 1576—1584 — Варлаам I
- 11 (21) октября 1585 — 26 октября (5 ноября) 1587 — Антоний (Алексеев)

«Вологодские и Великопермские» с кафедрой в Вологде
- июнь 1588—1603 — Иона (Думин)
- декабрь 1603 — упом. май 1609 — Иоасаф II
- 6 (16) февраля 1620 — 17 (27) марта 1625 — Корнилий
- май 1625 — 3 (13) июня 1626 — Нектарий Грек
- 8 (18) октября 1626 — январь 1645 — Варлаам II
- 16 (26) января 1645 — 5 (15) декабря 1657 — Маркелл

«Вятские и Великопермские» с кафедрой в Хлынове (Вятке)
- 5 (15) декабря 1657 — 8 (18) января 1674 — Александр
- 23 августа (2 сентября) 1674 — 8 (18) октября 1699 — Иона (Баранов)
- 4 (15) августа 1700 — 25 января (5 февраля) 1719 — Дионисий (Ушаков)
- 25 января (5 февраля) 1719 — 26 сентября (7 октября) 1733 — Алексий (Титов)
- 26 сентября (7 октября) 1733 — 9 (20) апреля 1737 — Лаврентий (Горка)
- 31 декабря 1737 (11 января 1738) — 18 (29) мая 1739 — Киприан (Скрипицын)
- 18 (29) мая 1739 — 2 (13) декабря 1742 — Вениамин (Сахновский)
- 27 февраля (10 марта) 1743 — 28 февраля (10 марта) 1748 — Варлаам (Скамницкий)
- 25 мая (5 июня) 1748 — 16 (27) ноября 1755 — Антоний (Илляшевич)
- 19 (30) июня 1758 — 5 (16) июня 1774 — Варфоломей (Любарский)
- 6 (17) августа 1774 — 13 (24) марта 1796 — Лаврентий (Баранович)
- 1 (12) июня 1796 — 16 (27) октября 1799 — Амвросий (Яковлев-Орлин)

«Пермские и Екатеринбургские» с кафедрой в Перми
- 16 (27) октября 1799 — 26 ноября (7 декабря) 1799 — Арсений (Москвин)
- 5 (16) февраля 1800 — 24 декабря 1801 (5 января 1802) — Иоанн (Островский)
- 20 января (1 февраля) 1802 — 31 мая (12 июня) 1823 — Иустин (Вишневский)
- 15 (27) июля 1823 — 21 апреля (3 мая) 1828 — Дионисий (Цветаев)
- 21 апреля (3 мая) 1828 — 18 (30) июля 1831 — Мелетий (Леонтович)
- 8 (20) августа 1831 — 25 декабря 1833 (6 января 1834) — Аркадий (Фёдоров)

«Пермские и Верхотурские» с кафедрой в Перми
- 25 декабря 1833 (6 января 1834) — 29 марта (10 апреля) 1851 — Аркадий (Фёдоров)
- 29 марта (10 апреля) 1851 — 5 (17) июля 1868 — Неофит (Соснин)
- 21 августа (2 сентября) 1868 — 9 (21) сентября 1876 — Антоний (Смолин)
- 9 (21) сентября 1876 — 3 (15) января 1883 — Вассиан (Чудновский)
- январь — 13 (25) марта 1883 — Нафанаил (Леандров)
- 13 (25) марта 1883 — 29 января (10 февраля) 1885 — Ефрем (Рязанов)

«Пермские и Соликамские» с кафедрой в Перми
- 29 января (10 февраля) 1885 — 8 (20) мая 1888 — Ефрем (Рязанов)
- 21 мая (2 июня) 1886 — 7 (19) мая 1892 — Владимир (Никольский)
- 7 (19) мая 1892 — 31 марта (13 апреля) 1902 — Петр (Лосев)
- 5 (18) апреля 1902 — 1 (14) января 1905 — Иоанн (Алексеев)
- 17 (30) января 1905 — 28 ноября (11 декабря) 1908 — Никанор (Надеждин)
- 28 ноября (11 декабря) 1908 — 30 июля (12 августа) 1914 — Палладий (Добронравов)
- 30 июля (12 августа) 1914 — 1 (14) июля 1916 — Андроник (Никольский)

«Пермские и Кунгурские» с кафедрой в Перми
- 1 (14) июля 1916 — 20 июня 1918 — Андроник (Никольский)
- 1918 — Борис (Шипулин)
- июнь 1918 — Феодор (Поздеевский)
- 20 октября 1919 — 30 января 1920 — Варлаам (Новгородский)
- 3 мая 1920 — 22 августа 1922 — Сильвестр (Братановский)

«Пермские и Соликамские» (с 1925 г.) с кафедрой в Перми
- 17 марта 1924 — 1926 — Аркадий (Ершов)
- 1926—1927 — Стефан (Знамировский)
- 26 июля — 24 ноября 1927 — Варлаам (Ряшенцев)
- 24 декабря 1927 — 15 декабря 1930 — Павлин (Крошечкин)
- 1930 — Хрисанф (Клементьев)
- декабрь 1930 — 1931 — Николай (Покровский)
- 1931, 1935 — Варлаам (Козуля)
- 1931 — 1 марта 1933 — Иринарх (Синеоков-Андреевский)
- 29 июня 1933 — 1935 — Глеб (Покровский)
- март 1936 — сентябрь 1937 — Петр (Савельев)
- 1937—1943 — Пермская кафедра была не занята

«Молотовские и Соликамские» с кафедрой в Молотове (Перми)
- 7 сентября 1943 — 26 сентября 1945 — Александр (Толстопятов)
- 12 января 1946 — 31 мая 1956 — Иоанн (Лавриненко)
- 21 июля 1956 — 14 марта 1957 — Алексий (Коноплёв)
- 14 марта — 5 мая 1957 — Товия (Остроумов)

«Пермские и Соликамские» с кафедрой в Перми
- 7 июля 1957 — 15 сентября 1960 — Павел (Голышев)
- 23 сентября 1960 — 3 апреля 1961 — Флавиан (Дмитриюк)
- 3 апреля 1961 — 10 октября 1962 — Сергий (Ларин)
- 20 мая 1964 — 8 октября 1966 — Леонид (Поляков)
- 30 октября 1966 — 31 мая 1973 — Иоасаф (Овсянников)
- 3 июня 1973 — 3 сентября 1974 — Викторин (Беляев)
- 3 сентября 1974 — 3 июня 1981 — Николай (Бычковский)
- 4 июня 1981 — 16 июля 1982 — Илиан (Востряков)
- 16 июля 1982 — 28 марта 1984 — Никон (Фомичёв)
- 28 марта 1984 — 13 марта 2002 — Афанасий (Кудюк)
- 14 апреля 2002 — 5 марта 2010 — Иринарх (Грезин)

«Пермские и Кунгурские» (с 19 марта 2014) с кафедрой в Перми
- с 5 марта 2010 года — Мефодий (Немцов)

## Бывшие викариатства
- Екатеринбургское викариатство (25 декабря 1833 (6 января 1834) — 26 января (7 февраля) 1885).
- Соликамское викариатство (1916—1933).
- Оханское викариатство (1923—1929)[12].
- Кунгурское викариатство (1903—1935).
- Осинское викариатство (1924—1935)[13].
- Шадринское викариатство: епископ Валериан (Рудич) с 11 мая 1928 по 13 мая 1930 временно управлял Свердловской епархией.
- Добрянское викариатство (29 мая 2013 — 19 марта 2014).

## Благочиния
На январь 2024 года епархия разделена на 15 церковных округов:
- 1-е благочиние города Перми;
- 2-е благочиние города Перми;
- Добрянское благочиние;
- Закамское благочиние;
- 1-е Кунгурское благочиние;
- 2-е Кунгурское благочиние;
- Лобановское благочиние;
- Лысьвенское благочиние;
- Ординское благочиние;
- Осинское благочиние;
- Петропавловское благочиние;
- Успенское благочиние;
- Чайковское благочиние;
- Чернушинское благочиние;
- Монастырское благочиние.

## Монастыри
Мужские
- Белогорский Свято-Николаевский православно-миссионерский монастырь на Белой горе в Кунгурском районе.
- Богоявленский монастырь в Перми.
- Свято-Троицкий Стефанов монастырь в Перми.

Женские
- Бахаревский Богородице-Казанский Серафимо-Алексеевский монастырь в Перми.
- Верхне-Чусовская Казанская Трифонова пустынь в деревне Красная Горка Чусовского округа.
- Иоанно-Предтеченский монастырь в Кунгуре.
- Пермский Успенский монастырь в Перми.
- Свято-Никольский монастырь в посёлке Николаевском Чернушинского района.

## Особо почитаемые святыни
- Икона Божьей Матери Троеручица (Храм Вознесения Господня, с. Берёзовка Берёзовского района).
- Источник преподобного Трифона Вятского[15][16].
- Кыласовский образ св. Николая Чудотворца (с. Кыласово Кунгурского района).
- Плакун (водопад)[17][18].
- Предполагаемое место убиения и захоронения священномученика Андроника архиепископа Пермского и Кунгурского.
- Предполагаемые места убиений и захоронений Белогорских преподобномучеников и других новомучеников Пермской земли.
- Предполагаемое место убиения и захоронения великого князя Михаила Александровича[19][20].